# Akszak (miasto)

Położenie miasta Akszak na mapie.

Akszak (sum. u4.kúšuki; akad. Akšak)– starożytne miasto w południowej Mezopotamii, jedno z czternastu miast-państw Sumeru i Akadu znanych ze źródeł pisanych. W Sumeryjskiej liście królów Akszak występuje jako siedziba jednej z królewskich dynastii po potopie, której sześciu władców panować miało po królach z III dynastii z Kisz, a przed królami z IV dynastii z Kisz:
„W Akszak Unzi został królem i panował przez 30 lat. Undalulu panował przez 6 lat. Urur panował przez 6 lat. Puzur-Nirah panował przez 20 lat. Ilszu-il panował przez 24 lata. Szu-Sin, syn Ilszu-ila, panował przez 7 lat. (W sumie) 6 królów panowało przez 93 lata”.
Lokalizacja tego miasta nie jest znana, choć niektórzy badacze wskazują na stanowisko Tell Sinker położone nad starożytnym korytem Tygrysu, na północny zachód od Bagdadu.
W jednej ze swych inskrypcji Eannatum (poł. III tys. p.n.e.), król Lagasz, wspomina, iż król Akszak o imieniu Zuzu poprowadzić miał przeciw niemu koalicję wojsk Kisz i Mari. W starciu do którego doszło zwycięstwo odnieść miał Eannatum. Później Akszak zaatakowane być miało przez Enszakuszanę z Uruk, ale w swej inskrypcji władca ten nie podaje jak miał na imię zaatakowany przez niego władca. Akszak jest jednym z trzech sumeryjskich i akadyjskich miast (pozostałe to Kisz i Adab) wzmiankowanych w archiwach z Ebli.
Bóstwem opiekuńczym Akszak był bóg Sin.